# Andreas Hansen
Andreas Falkvard Hansen (18 novembre 1966) è un ex calciatore faroese, di ruolo difensore.

## Carriera

### Nazionale
Ha collezionato 4 presenze con la propria Nazionale.